# Magic (flumpoolの曲)
「Magic」（マジック）は、flumpoolの楽曲。8作目の配信限定シングルとして、2023年4月7日にA-Sketchからリリースされた。

## 概要
前作『その次に』のリリースから約2年ぶり、新作としてはアルバム『A Spring Breath』以来約1年ぶりとなる。
本楽曲は、テレビ朝日系スペシャルドラマ「私小説 －発達障がいのボクが純愛小説家になれた理由－」の主題歌として描き下ろした楽曲となっている。
ミュージックビデオは、2023年4月15日にYouTubeチャンネルにて公開され、ミュージックビデオの公開直前に山村隆太がFM802『ROCK KIDS 802-Lisa Lit Friday-』に生出演した。

## 収録内容
| #         | タイトル  | 作詞      | 作曲      | 編曲      | 時間 |
| --------- | --------- | --------- | --------- | --------- | ---- |
| 1.        | 「Magic」 | 山村隆太  | 阪井一生  | 百田留衣  | 3:45 |
| 合計時間: | 合計時間: | 合計時間: | 合計時間: | 合計時間: | 3:45 |